# Gen-Knockout

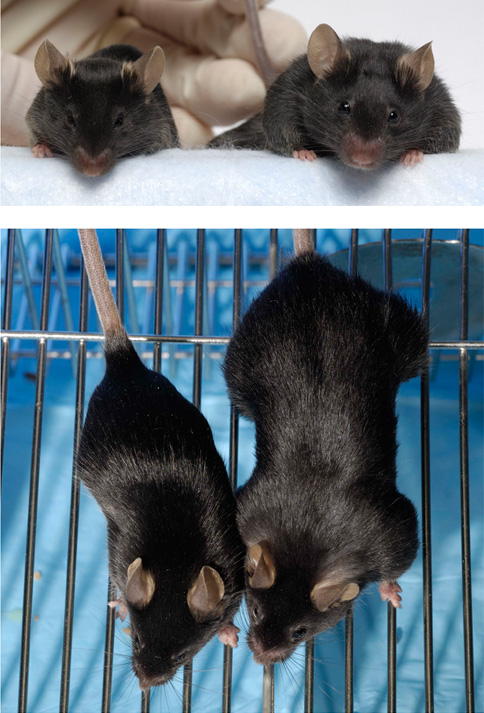
Knockout-Maus

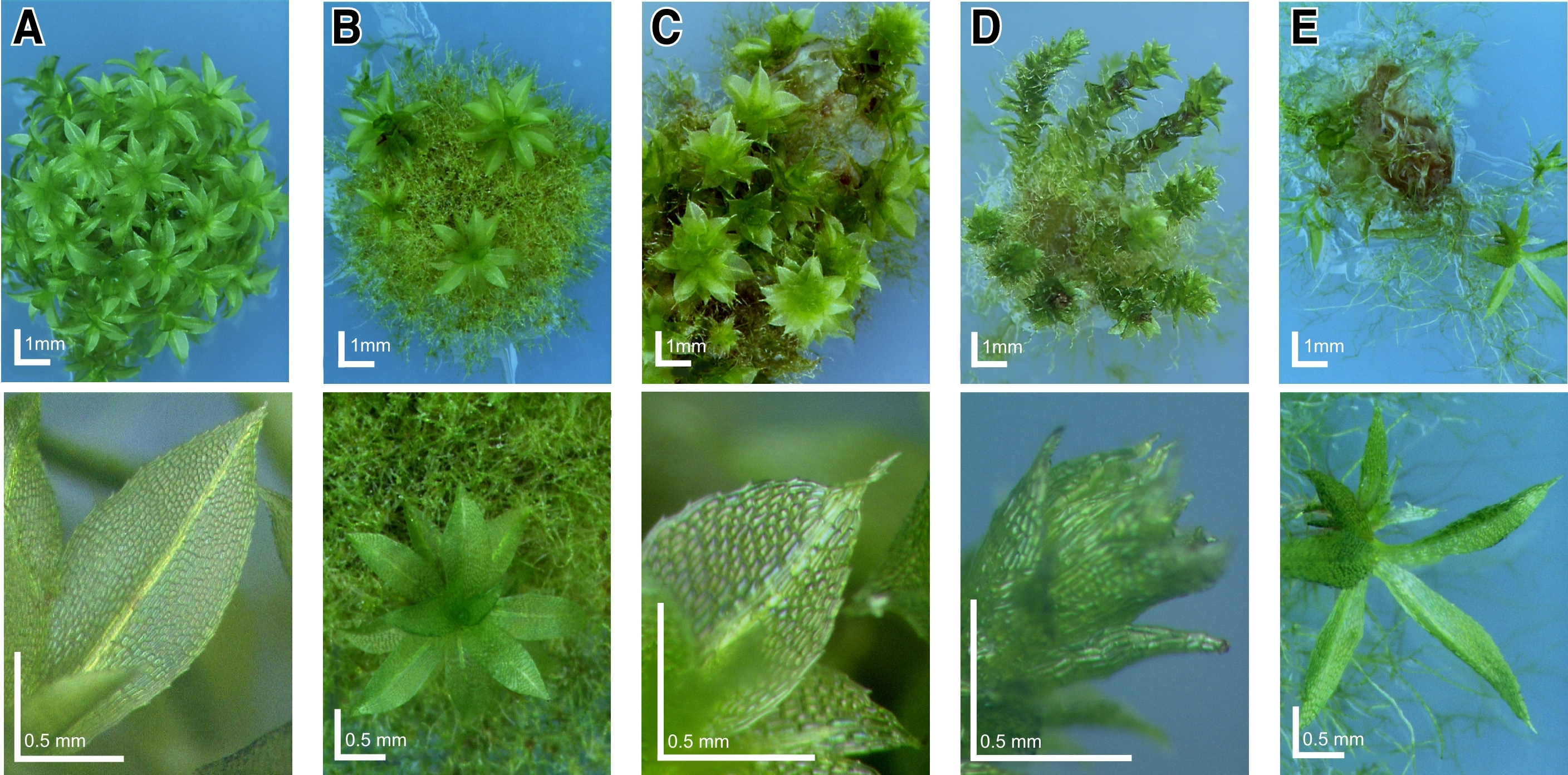
Knockout-Moos

Unter Gen-Knockout wird das vollständige Abschalten (engl. knock-out = „außer Gefecht setzen“) eines Gens im Genom eines Organismus verstanden. Das Abschalten des Gens wird durch Gene-Targeting erreicht. Dabei werden bei Tieren die embryonalen Stammzellen manipuliert und in die Keimbahn eines Individuums eingebracht. Diese werden weiter gezüchtet, sodass ein Tier entsteht, dessen Zellen alle das abgeschaltete Gen enthalten. 
Bei Pflanzen ist bisher nur das Gene-Targeting in Physcomitrella etabliert. Hier werden Protoplasten mit dem knockout-Konstrukt transfiziert und direkt zu Moospflänzchen (Protonemen) regeneriert.
Bereits acht Wochen nach der Transfektion können die Pflanzen mit Polymerase-Kettenreaktion (PCR) auf Gene-Targeting überprüft werden.
Entsprechend manipulierte Organismen bezeichnet man als Knockout-Organismus. Werden zwei Gene gleichzeitig abgeschaltet, so spricht man von einem double knockout (DKO) und bei drei Genen von einem triple knockout (TKO).

## Anwendung
Organismen mit abgeschalteten Genen sind mittlerweile in vielen Bereichen unverzichtbare Modellorganismen, mit denen die verschiedensten Forschungs- und Entwicklungsprojekte durchgeführt werden. In der Grundlagenforschung dient das Abschalten bestimmter Gene dazu, Rückschlüsse auf die Funktion und Arbeitsweise des Gens ziehen zu können. Sehr viele Gene sind dabei auch im Menschen konserviert, sodass die Ergebnisse sehr oft unmittelbar auf den Menschen übertragen werden können. Eine Reihe von menschlichen Erbkrankheiten, die durch Gendefekte hervorgerufen werden, lassen sich in solchen Organismen besser erforschen. Die Wirkstoffentwicklung zur Therapie der korrespondierenden Erkrankungen wird durch diese Modellorganismen erheblich erleichtert.
Im Jahr 2007 wurde der Nobelpreis für Physiologie oder Medizin an Martin Evans, Mario Capecchi und Oliver Smithies für ihre Arbeiten an Knockout-Mäusen verliehen.

## Differenzierung
Beim Gen-Knockout wird das betroffene Gen vollständig abgeschaltet. Beim Knockin wird dagegen eine gezielte Genmodifikation vorgenommen, indem ein zusätzliches Gen oder eine gewünschte DNA-Sequenz an definierter Stelle in das Genom des Modellorganismus eingefügt wird. Der Gen-Knockdown bezeichnet ein teilweises Abschalten der Funktion des Gens.

## Weiterführende Literatur
Fachbücher
- T. W. Mak: The Gene Knockout Factsbook. Academic Press, 1998, ISBN 0-12-466044-4.
- R. Kühn und W. Wurst: Gene knockout protocols. Humana Press, 2009, ISBN 1-93-411526-6.

Review-Artikel
- A. Bartke: New findings in transgenic, gene knockout and mutant mice. In: Exp Gerontol 41, 2006, S. 1217–1219. PMID 17049788
- S. Tonegawa u. a.: The gene knockout technology for the analysis of learning and memory, and neural development. In: Prog Brain Res 105, 1995, S. 3–14. PMID 7568891
- H. C. Tai u. a.: Progress in xenotransplantation following the introduction of gene-knockout technology. In: Transpl Int 20, 2007, S. 107–117. PMID 17239018